# Buford (Wyoming)
Buford é uma comunidade não-incorporada localizada no Condado de Albany, no estado do Wyoming.
Ela é conhecida como a “menor cidade dos Estados Unidos”, e possui apenas um morador - o americano Don Sammons.
Esta comunidade não-incorporada possui cinco prédios mobiliados, uma torre de celular e espaço de estacionamento. Ela é cortada por uma estrada importante - Interstate 80 - e tem ainda um posto de combustível e conveniência.
Ela recebeu este nome em homenagem a John Buford, Jr.
No dia 5 de Abril de 2012, ela foi leiloada por US$ 900 mil (o lance inicial era de R$ 180 mil) para o vietnamita Nguyen.